# Hanfmühle (Hennef)
Hanfmühle ist ein Ortsteil von Hanf auf dem Stadtgebiet Hennef (Sieg) im Rhein-Sieg-Kreis in Nordrhein-Westfalen. Hanfmühle wird heute in der Statistik der Stadt Hennef nicht mehr gesondert ausgewiesen.

## Lage
Die ehemalige Mühle liegt in einer Höhe von 140 Metern über N.N. im Hanfbachtal.

## Geschichte
Nach einer Statistik aus dem Jahr 1885 lebten damals in „Hannfmühle“ (alte Schreibweise) 38 Einwohner in 8 Häusern.
1892 erhielt Hanfmühle einen Bahnhof an der Strecke Hennef–Asbach der Bröltalbahn. Der Personenverkehr auf dieser Strecke wurde 1956 eingestellt.
1910 gab es in Hanfmühle die Haushalte Witwe Theodor Euler, die Steinbrucharbeiter Josef und Peter Halm und Peter Limbach, Händler Johann Josef Theisen und Rentner Peter Josef Wiesgen.
Von 1892 bis 1967 verlief durch den Ort die Strecke Hennef-Asbach (ab 1964 Restbetrieb bis Eudenberg) der Rhein-Sieg-Eisenbahn. Es gab einen Bahnhof im Ort. 
Bis zum 1. August 1969 gehörte die Ortschaft Hanfmühle zur Gemeinde Uckerath. Im Rahmen der kommunalen Neugliederung des Raumes Bonn wurde Uckerath, damit auch der Ort Hanfmühle, der damals neuen amtsfreien Gemeinde „Hennef (Sieg)“ zugeordnet.